# KDStV Franco-Raetia Würzburg
Die Katholische Deutsche Studentenverbindung Franco-Raetia zu Würzburg, ist eine 1905 in Würzburg gegründete nicht-schlagende, farbentragende, katholische Studentenverbindung. Sie ist Mitglied des Cartellverbandes der katholischen deutschen Studentenverbindungen (CV).

## Geschichte

### Gründungszeit
Die Verbindung wurde am 15. Juni 1905 durch den Gründungsbeschluss der KBStV Rhaetia München als Filialverbindung gegründet. Die Rhaetia München ist aus ehemaligen Mitgliedern der KDStV Aenania München, welche dem farbentragenden katholischen Cartellverband (CV) angehörte. Am 2. Dezember 1905 wurde die Korporation durch den Senat der königlichen Universität Würzburg genehmigt. Somit kam es zu einer seltenen Konstellation im deutschen Korporationswesen: Eine Verbindung mit Dependancen in zwei verschiedenen Städten war entstanden. So galt die Rhaetia als eine Verbindung, mit zwei Aktivenbünden, zwei Korporationshäusern (bzw. Kneiplokalen), zwei Semesterprogrammen und getrennten Aktivenchargen, jedoch mit einer gemeinsamen Altherrenschaft. Man begriff sich als ein gemeinsamer Lebensbund, sprach sich dementsprechend auch als Bundesbruder an.

### Die Zeit des Ersten Weltkrieges
Nachdem im Ersten Weltkrieg alle aktiven Studenten gefallen waren, wurde die Studentenverbindung 1920 wiederbegründet. Sie war an der gemeinsamen Gründung des Rhaeten-Herolds beteiligt. Nachdem der Nachwuchs ausgeblieben war und der Aktivenbetrieb an zwei Standorten in Frage gestellt worden war, trennte sich Rhaetia Herbipolensis 1924 vom Münchner Zweig und wurde in Katholische Landsmannschaft Franko-Rhätia umbenannt.
Das Verhältnis zur Mutterverbindung war lange Jahre angespannt, bzw. nicht vorhanden, entspannte sich aber seit den 1980er-Jahren. Heute pflegen die Verbindungen einen regen und freundschaftlichen Austausch. Rhaeten und Franco-Raeten sprechen sich, aus der gemeinsamen Geschichte und den gemeinsamen Couleur heraus als Bundesbrüder an und pflegen das bundesbrüderliche „Du“.
Die weiterhin landmannschaftliche Ausrichtung wurde auf ganz Süddeutschland ausgeweitet, so dass auch Mitglieder außerhalb der bayerischen Volksstämme aufgenommen werden konnten. Mehrmals wurde eine Zustimmung zur Aufnahme in den Cartellverband auf Grund der süddeutschen Ausrichtung verhindert. 1926 erfolgte schließlich die Umwandlung in eine Katholische Deutsche Studentenverbindung Franco-Rhaetia, die Verbindung wurde auch für Norddeutsche geöffnet. Am 31. Juli 1930 wurde die Verbindung zunächst als sogenannte Freie Verbindung und 1933 als vollberechtigtes Mitglied in den Cartellverband aufgenommen.

### Die Zeit des Zweiten Weltkrieges
Nach der nationalsozialistischen Gleichschaltung 1933 wurde das Klima für Studentenverbindungen schwieriger. Nach der Zwangsauflösung des CV 1935 und der unter dem Druck der Nationalsozialisten herbeigeführte Aufgabe des Katholizitätsprinzips folgte eine zwingende Umbenennung in Deutsche Studentenverbindung Franco-Raetia. Als Reaktion darauf und den Verlust der Daseinsberechtigung als katholische Verbindung erfolgte unmittelbar 1935 die Selbstauflösung der Aktivitas. 1937 folgte auch die offizielle Auflösung des Altherrenverbands.

### Nachkriegszeit
Nach dem Zweiten Weltkrieg erfolgte durch den Altherrenverband 1949 die Wiederbegründung als Katholische Deutsche Studentenverbindung Franco-Raetia. Bereits Anfang der 60er Jahre öffnete sich Franco-Raetia für ausländische Studenten und nahm mit Yoshihiko Sugano, ehem. Vorstandsmitglied bei Mitsubishi Materials, erstmals einen Japaner auf. Mittlerweile wurden auch Studenten aus Rumänen, Polen und der Tschechischen Republik aktiv.
Infolge der 68er-Bewegung war Franco-Raetia wesentlich an der Gründung des Intercorporativen Convents Würzburg (ICC) beteiligt, der verbandsübergreifend die Würzburger Studentenverbindungen aller Richtungen umfasst, mittlerweile ist sie aber ausgetreten.

### Seit 1991
Seit 1991 steht die Verbindung für Studenten aller Würzburger Hochschulen offen, der Julius-Maximilians-Universität Würzburg, der Hochschule für Musik Würzburg und der Technischen Hochschule Würzburg-Schweinfurt. 2005 konnte das hundertjährige Bestehen der Verbindung im Großen Saal des Studentenhauses gefeiert werden. Seit diesem Zeitpunkt erlebt sie wie die anderen CV-Verbindungen einen Anstieg der Neumitglieder.
Die KDStV Franco-Raetia stellten in der Vergangenheit 1998/1999 und 2015/2016 mit den anderen Würzburger CV-Verbindungen den Vorort des seinerzeit rund 30.000 Mitglieder großen Cartellverbandes der katholischen deutschen Studentenverbindungen (CV).

## Couleur, Zirkel und Wahlspruch

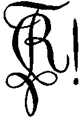
Zirkel F-Rt!

Franco-Raetia ist eine farbentragende Verbindung. Ihre Farben sind kirschrot-weiß-hellblau. Aus dem gemeinsamen Zeiten mit der Mutterverbindung Rhaetia München wird traditionell das identische Couleur getragen. Die Farben stellen eine Kombination der bayerischen Landesfarben und der Urfarben der Grafen von Scheyern-Wittelsbach dar. Die Farben sind außerdem Zeichen für Liebe, Unschuld und Treue. Dies ist auch der Grund, wieso das Fuchsenband die Farben „rot-weiß“ besitzt.
Das Kopfcouleur ist eine halbsteife Tellermütze in den Verbindungsfarben.
Der Wahlspruch Franco-Raetiae lautet „Cum fide virtus“, was die lateinische Übersetzung des Wahlspruches des Wittelsbacher Hausritterordens vom Hl. Hubertus und der bayerischen Armee „In Treue fest“ ist.
Der Zirkel besteht aus den Buchstaben „V“, „C“, „F“ und „R“. Die ursprüngliche Bedeutung ist wie bei der Mutterverbindung umstritten, steht aber wohl für „Vivat, crescat, floreat Franco-Raetia!“ (zu deutsch: Es lebe, wachse, blühe Franco-Raetia!). Im Gegensatz zur Mutterverbindung „durchstreicht“ die Mittelschlaufe des „R“ den Mittelstrich und schafft ein neues „F“ mit dem Bezug auf Franken und die fränkischen Raeten.
Die Nummer in der verbandsinternen Reihenfolge der Cartellverbindungen ist 89. Die offizielle Abkürzung ist F-Rt.

## Verbindungshaus
Lange Zeit wechselten die Verbindungsräumlichkeiten der Verbindung. Im Sommer 1957 konnte endlich das Verbindungshaus in der Sonnenstraße 13 gekauft werden. Es handelt sich um einen zweigeschossigen Mansardwalmdachbau mit Altan und Putzmauerwerk mit Sandsteinrahmungen von 1884 mit Veränderung 1921 (Liste der Baudenkmäler in Würzburg-Sanderau). 2007 wurden das Dach und die Fassade nach historischem Vorbild erneuert, das Innere 2013 saniert. Die Fassade des Hauses steht unter Denkmalschutz (D-6-63-000-552 2007). Es ist eines der wenigen Häuser, welche den Bombenangriff auf Würzburg am 16. März 1945 in der Sanderau unbeschadet überstanden haben.
Das Haus bietet neben den üblichen Veranstaltungs- und Gesellschaftsräumen Platz für acht Studentenzimmer.

## Bekannte Mitglieder
- Matthias Ehrenfried (1871–1948), Bischof von Würzburg, „Widerstandsbischof“ in der Zeit des Nationalsozialismus
- Ludwig Ruland (1873–1951), Theologe, Rektor der Universität Würzburg 1922–1925
- Peter Schneider (1882–1958), Gymnasiallehrer, 1920 Gründer des Frankenbund e. V.
- Johannes Evangelist Stigler (1884–1966), römisch-katholischer deutscher Theologe und Regens des Eichstätter Priesterseminars
- Joseph Münsterer (1886–1951), Mitglied des Bayerischen Landtags (1919–1924)
- Gottfried Hart (1902–1987), Unternehmer, Kommunalpolitiker und Mitglied der Verfassungsgebenden Versammlung in Bayern
- Justin Wittig (1907–1981), Generalvikar der Diözese Würzburg
- Josef Schneeberger (1909–1982), deutscher Jurist und Regierungspräsident in Münster (Westfalen)
- Alfons Kempf (1912–1999), Weihbischof von Würzburg
- Paul Mikat (1924–2011), Rechtswissenschaftler, Politiker, Kultusminister von Nordrhein-Westfalen von 1962 bis 1966
- Ludwig Steffens (* 1930), Mediziner an der Universität Bonn
- Armin Gehlert (1934–2001), Volkswirt, Professor an der FH Würzburg-Schweinfurt
- Franz Vogt (* 1935), Regierungspräsident von Unterfranken von 1984 bis 2000, Ehrensenator der Universität Würzburg
- Robert Ebner (1940–2008), Religionspädagoge und Religionshistoriker an der Universität Bayreuth
- Roland Benz (* 1943), Biophysiker und Elektrophysiologe an der Jacobs University Bremen („Wisdom Professur“) und Senior-Professor an der Universität Würzburg
- Heribert Niederschlag (* 1944), Moraltheologe, Hochschulrektor der Philosophisch-Theologischen Hochschule Vallendar
- Franz Brosch (* 1949), Mitglied des Bayerischen Landtags (1982–2003)
- Jürgen Lenssen (* 1947), Domkapitular des Bistums Würzburg
- Andreas Weiß (* 1954), Professor an der KU Eichstätt
- Clemens Bieber (Geistlicher) (* 1957), Domkapitular des Bistums Würzburg
- Wolfgang Spindler (* 1968), Theologe an der Philosophisch-Theologischen Hochschule St. Pölten
- Sebastian Remelé (* 1969), Oberbürgermeister der Stadt Schweinfurt
- Michael Bonefeld (* 1964), Rechtswissenschaftler, Lehrbeauftragter an der Bergischen Universität Wuppertal und Fachbuchautor